# Vladimir Lučić
Vladimir Lučić (Belgrado, Serbia; 17 de junio de 1989) es un jugador de baloncesto serbio que pertenece a la plantilla del Bayern de Múnich. Con 2,02 metros de estatura, juega en la posición de alero.

## Trayectoria deportiva
Se formó en el KK Partizan donde jugó cinco campañas como profesional conquistado en las tres primeras tanto la Copa y Liga Adriática como la Liga Serbia. En la cuarta temporada volvió a ganar la Copa Adriática y la Liga Serbia, pero no pudo repetir con el título de la liga Adriática. En la quinta temporada volvió a conquistar ambas ligas, Serbia y Adriática, pero en la Copa perdieron la final.
En la temporada 2012/13 con el equipo serbio disputó la primera fase de la Euroliga y fue el jugador más destacado de su equipo, con una media de catorce puntos y cinco rebotes en 33 minutos de juego.
En 2013 el Valencia Basket cerró el fichaje del alero serbio por dos temporadas más una opcional.

### Selección nacional
Disputó con su país el Eurobasket 2017
y la Copa Mundial de Baloncesto de 2019.
En septiembre de 2022 disputó con el combinado absoluto serbio el EuroBasket 2022, finalizando en novena posición.

## Palmarés
- Liga de Serbia: 5

KK Partizan: 2008-09, 2009-10, 2010-11, 2011-12, 2012-13
- Copa de Serbia: 4

KK Partizan: 2009, 2010, 2011, 2012
- Liga adriática: 2

KK Partizan: 2011, 2013
- Eurocup: 1

Valencia Basket: 2013-14
- Copa de Alemania: 4

Bayern Múnich: 2018, 2021, 2023, 2024
- Basketball Bundesliga: 3

Bayern Múnich: 2018, 2019, 2024